# Hans Czidlik
Hans Czidlik (* 8. Jänner 1909 in Neunkirchen (Niederösterreich); † 15. Februar 1969 ebenda) war ein österreichischer Politiker (SPÖ) und Vertriebsleiter. Czidlik war von 1960 bis 1969 Abgeordneter zum Landtag von Niederösterreich.
Czidlik besuchte die Volks- und Bürgerschule und absolvierte einen Werkmeisterkurs. Er arbeitete für die Firma Semperit, wurde jedoch 1930 entlassen und wurde daraufhin Vertriebsleiter bei einer Zeitung. Im Zuge des Verbots der Sozialdemokratischen Partei ergriff Czidlik 1934 die Flucht und begann mit dem Aufbau einer illegalen Parteiorganisation. Er wurde deswegen verhaftet und zu zwei Jahren Haft verurteilt. Nach der Machtübernahme der Nationalsozialisten wurde Czidlik 1938 erneut verhaftet und arbeitete danach wieder bei Semperit. Nach dem Zweiten Weltkrieg war er zwischen 1945 und 1950 als Landesbediensteter beschäftigt, 1951 wurde er Vertriebsleiter der Arbeiter-Zeitung. Im politischen Bereich war er nach dem Zweiten Weltkrieg als SPÖ-Bezirksparteivorsitzender aktiv. Zudem war er zwischen 1955 und 1967 Stadtrat in Neunkirchen und vom 23. Juni 1960 bis zu seinem Tod Abgeordneter zum Niederösterreichischen Landtag.